# Иван VI
Иван VI Антонович (на руски: Иван VI Антонович) е император на Русия от 1740 до 1741 година. Той е правнук на цар Иван V и племенник на императрица Анна Ивановна, която наследява.

## Биография
Роден е през лятото на 1740 г. в Санкт Петербург. Син е на принц Антон Улрих фон Брауншвайг-Волфенбютел, херцог на Брауншвайг-Люнебург, и Анна Леополдовна, дъщеря на руската велика княгиня Екатерина Ивановна и херцога на Мекленбург-Шверин Карл Леополд.
Няколко седмици преди смъртта си императрица Анна Ивановна обявява Иван Антонович за свой наследник и на 28 октомври* 1740 той става император, като негов регент първоначално е фаворитът на починалата императрица Ернст Йохан Бирон. На 8 ноември Бирон е отстранен и регент става майката на императора Анна Леополдовна, като реалната власт е поета от Андрей Остерман.
На 6 декември 1741 Елисавета, незаконна дъщеря на император Петър I Велики, организира преврат и заема трона. Новата императрица изпраща Иван Антонович и семейството му в Рига, като първоначално възнамерява да ги върне в Брауншвайг, но променя решението си и на 13 декември 1742 ги затваря в крепостта Дюнамюнде в Рига. През 1744 те са прехвърлени в Холмогори, малък град в отдалечените северни области. Там бившият император живее изолиран от семейството си в продължение на 12 години. Правителството се опитва да запази тайната за заточението му, но поради появилите се слухове, през 1756 г. тайно го прехвърля в крепостта Шлиселбург. След идването на власт на Петър III през 1762 г. Иван Антонович е посетен от новия император, който показва симпатия към него, но няколко седмици по-късно самият той е детрониран.
През следващите години Василий Мирович, офицер в шлиселбургския гарнизон, разкрива самоличността на Иван Атонович и планира неговото освобождаване и връщане на трона. През нощта на 16 юли* 1764 Мирович с част от гарнизона арестува коменданта на крепостта и изисква предаването на Иван. Надзирателите убиват затворника, в съответствие с инструкциите за подобна ситуация.
Мястото, където е погребан Иван VI, не е известно със сигурност. Обикновено се смята, че бившият император е погребан в крепостта Шлиселбург.

- Император Иван VI с майка си Анна Леополдовна
- Иван VI